# Audi museum mobile
Audi museum mobile – muzeum samochodów firmy Audi AG, zlokalizowane w mieście Ingolstadt, w kraju związkowym Bawaria w Niemczech.

## Opis
Zostało otwarte 15 grudnia 2000 roku. Mieści się w wysokim na 23 metry, okrągłym, oszklonym budynku, który jest częścią "Audi Forum Ingolstadt". Zajmuje powierzchnię około 6000 m², na których ulokowano ekspozycję około stu samochodów, motocykli i rowerów, a także inne eksponaty firm: Audi, DKW, Horch, Wanderer i NSU. Budynek został zaprojektowany przez Guntera Henna. Koncepcję muzeum opracowała agencja projektowa KMS, pod kierunkiem twórczym Michaela Kellera i Christopha Rohrera. 
Stała ekspozycja muzeum podzielona jest na dwie sekcje, z podziałem na okres przedwojenny i powojenny. W muzeum organizowane są także wystawy specjalne, których tematy przewodnie zmieniają się kilka razy w roku. Tematy pochodzą z dziedzin: design, mobilność i historia motoryzacji. Uzupełnieniem jest galeria techniczna z ekspozycjami poświęconymi takim tematom jak materiałoznawstwo i technologia silników. Ponadto osobna część ekspozycji poświęcona jest historii sportów motorowych. Eksponowany jest tam, oryginalny pojazd: "Auto Union Silberpfeil" (Srebrna strzała). Ekspozycję epoki rajdowej firmy i jej zwycięstwa w wyścigach: "Deutsche Tourenwagen Masters" i "Le Mans Series 2008", uzupełniają prezentowane oryginalne pojazdy, biorące udział w tych zawodach. Szczególnym urządzeniem w muzeum jest tzw. "paternoster", na którym ustawiono 14 pojazdów, przemieszczających się równocześnie w ruchu ciągłym w pionie.

## Galeria

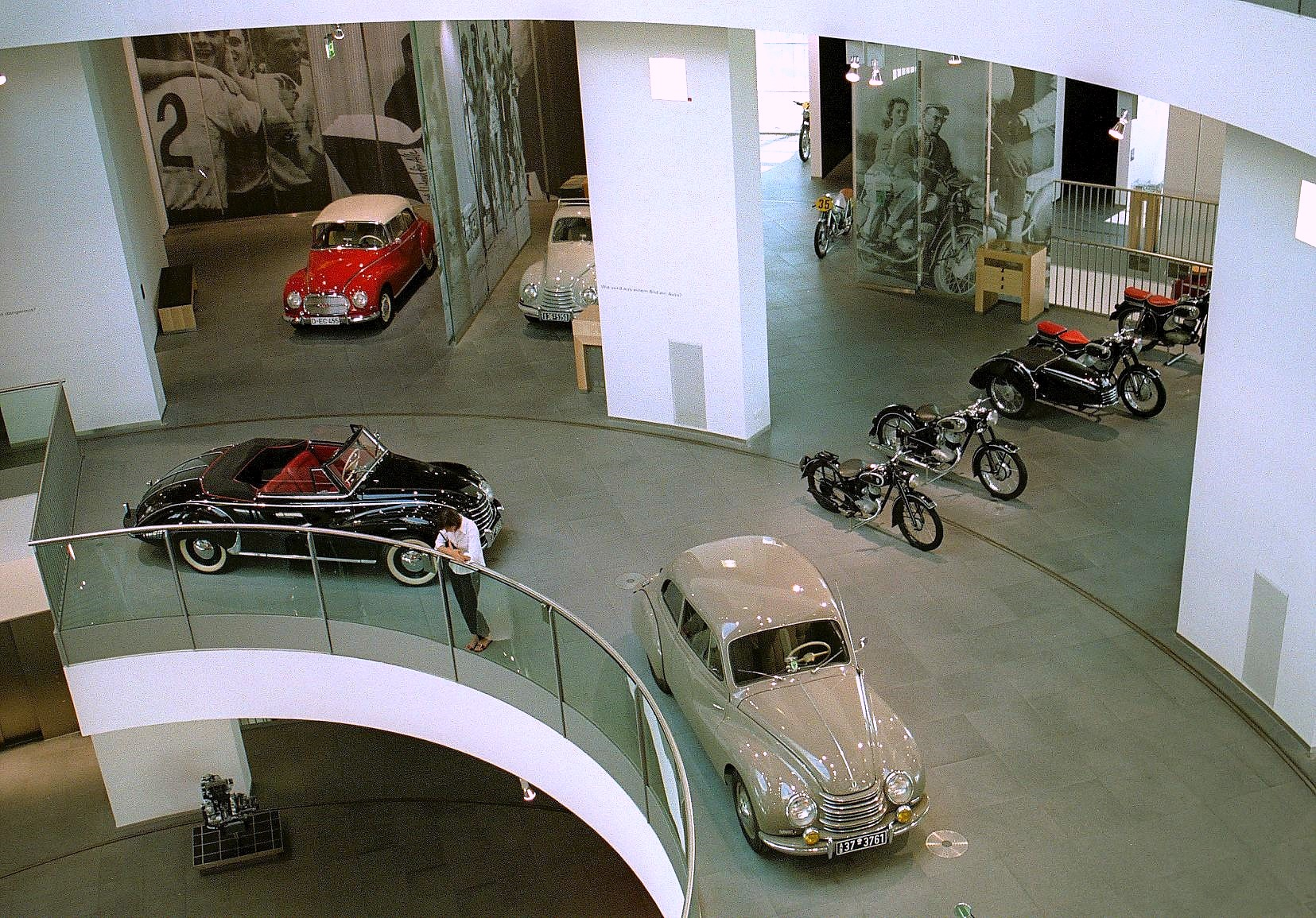
Wnętrze muzeum
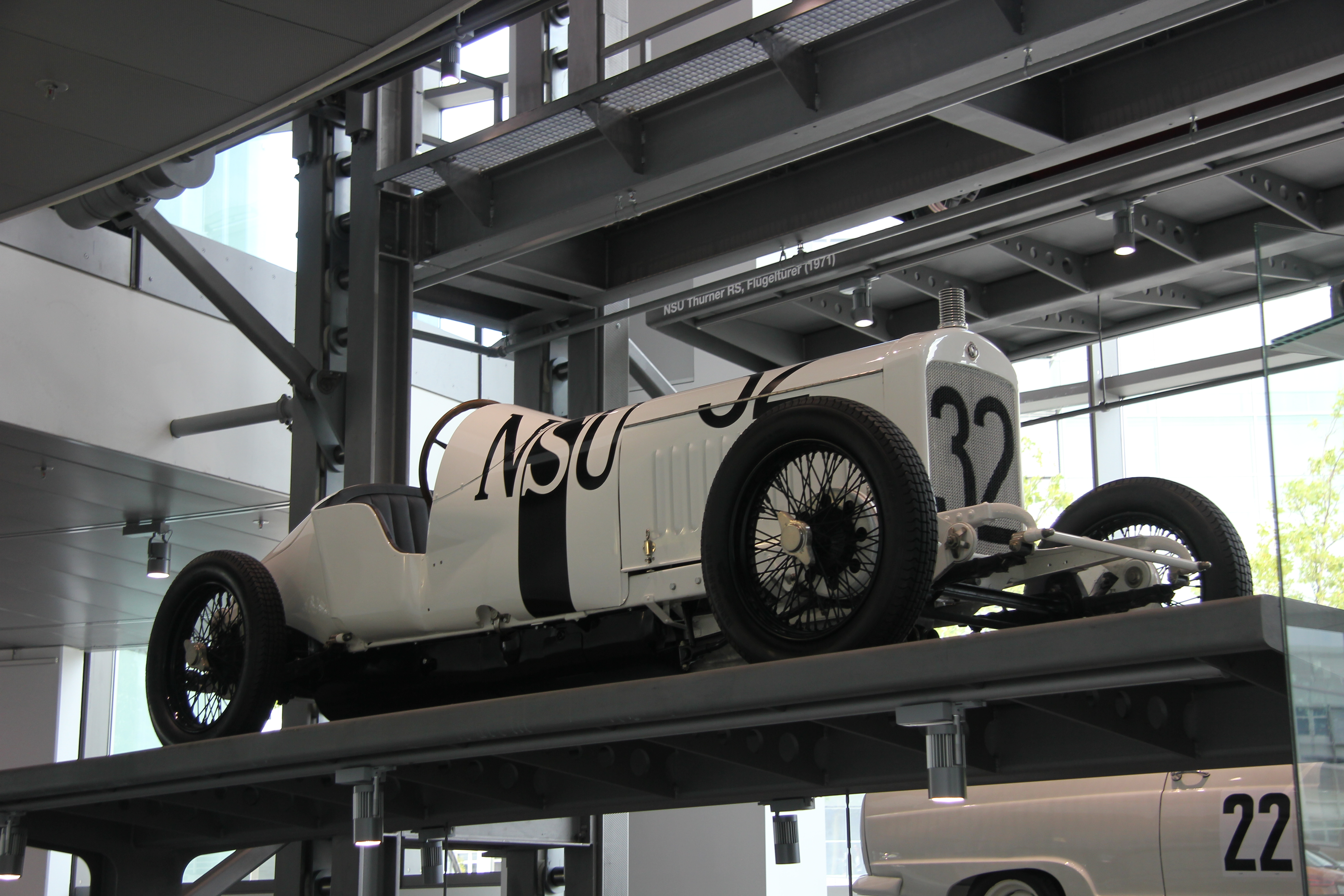
NSU 6 z 1926 na paternoster
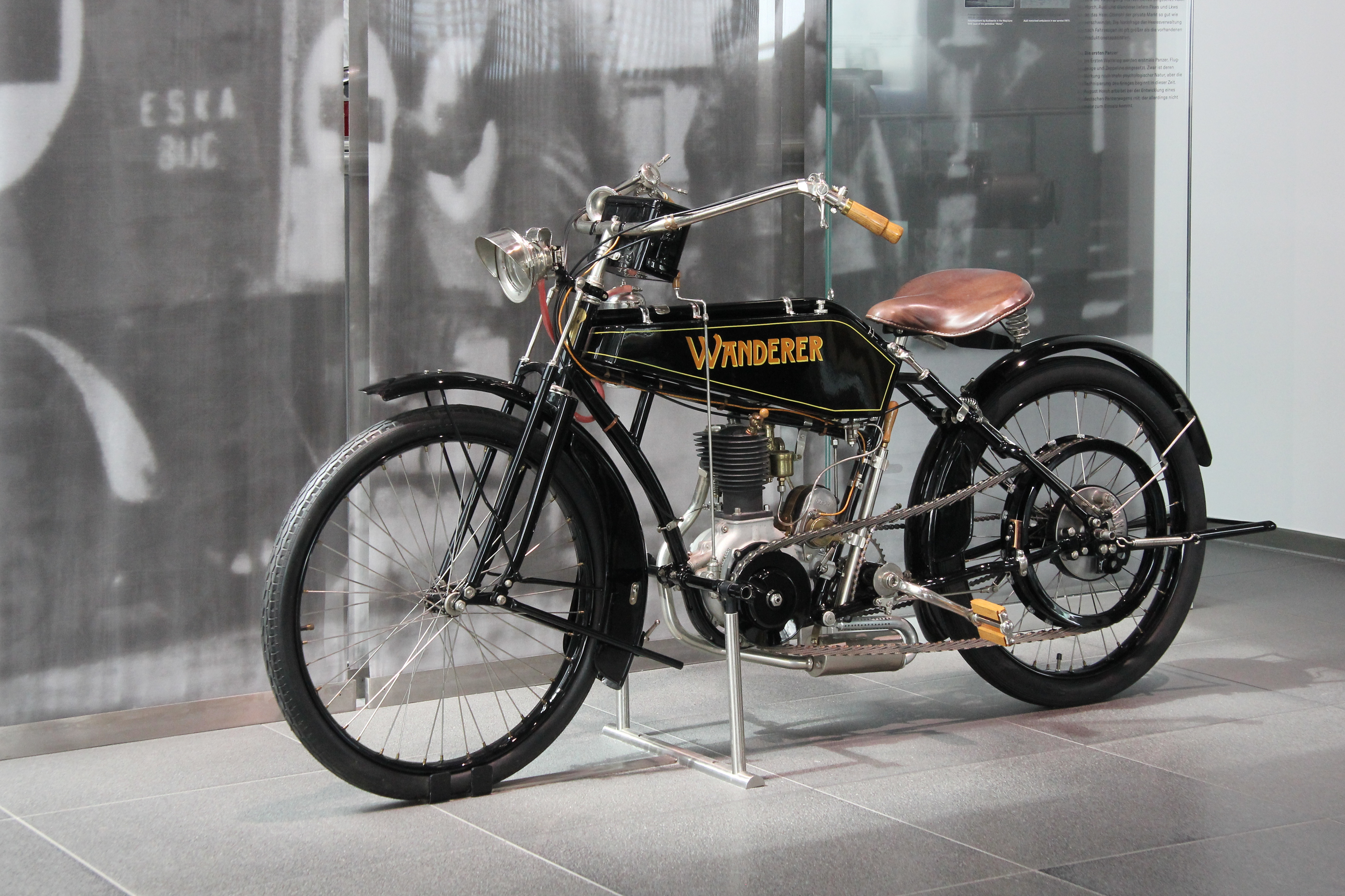
Motocykl Wanderer z 1914 roku